# Chephren
Chafre oder Chaefre (griechisch Χεφρήν, Chephren) war der vierte König (Pharao) der altägyptischen 4. Dynastie im Alten Reich. Er herrschte etwa von 2570 bis 2530 v. Chr. Über seine Person und seine Regierungszeit existieren nur sehr wenige Zeugnisse. Bekannt ist er vor allem durch den Bau der zweiten Pyramide von Gizeh und durch zahlreiche, zum Teil hervorragend erhaltene Statuen, die in ihrer Umgebung gefunden wurden.

## Name

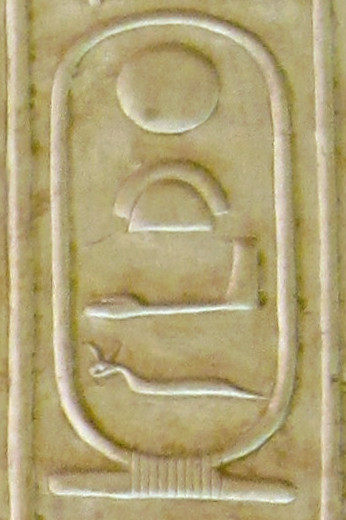
Kartuschenname des Chefren in der Abydos-Liste

Durch die griechische Umschreibung des Namens als Chephren scheint die Lesung (Transliteration) als Chaefre (Transkription: altägyptisch ḫˁj=f Rˁ) und die deutsche Übersetzung „Er erscheint wie Re“ oder „Er erscheint, (nämlich) Re“ zwar sicher, aus grammatikalischen Gründen ist jedoch auch eine Lesung als Rachaef (Transkription: Rˁ ḫˁj=f und Übersetzung: „Re erscheint“) durchaus möglich. Die Unsicherheit entsteht dadurch, dass der Gottesname Re in der ägyptischen Schrift, unabhängig von der gesprochenen Wortfolge, vorangestellt werden kann.

## Herkunft und Familie

### Abstammung
Chephren ist ein Sohn von Pharao Cheops, seine Mutter ist nicht bekannt. Nach Rainer Stadelmann ist er identisch mit Chaefchufu I., der durch eine Mastaba auf dem Ostfriedhof der Cheops-Pyramide bezeugt ist.
Als ältester (Halb-)Bruder des Chephren galt lange Zeit Kawab, von dem man annahm, dass er ursprünglich Cheops’ Thronfolger werden sollte, der aber schon früh verstarb. Nach neueren Erkenntnissen scheint Kawab aber wohl eher ein Sohn des Snofru und damit ein Bruder des Cheops gewesen zu sein. Tatsächlicher Thronfolger wurde Radjedef (Djedefre), ein weiterer Sohn des Cheops. Andere Brüder des Chephren waren Babaef I., Minchaef und Hordjedef. Unsicher ist die Zuordnung von Anchhaf (Bruder oder Onkel) sowie Mindjedef und Duaenhor (Brüder oder Neffen). Unklar ist auch, ob Horbaef ein Bruder des Chephren war. Er ist nur durch seinen Sarkophag bezeugt, dessen genauer Fundort aber nicht notiert wurde. Eine spätere Zuordnung zu einem Grab auf dem Ostfriedhof der Cheops-Pyramide, auf dem die Söhne des Cheops bestattet wurden, ist daher spekulativ. Bauefre, der nur durch Zeugnisse aus dem Mittleren Reich bekannt ist, könnte ein weiterer Bruder sein, wenn er nicht identisch mit Babaef I. ist.
(Halb-)Schwestern des Chephren waren seine Gemahlin Chamerernebti I. sowie Hetepheres II., Meresanch II. und Neferetiabet.

### Ehen und Nachkommen
Als Ehefrauen sind neben Chephrens Halbschwester Chamerernebti I. seine Nichte Meresanch III. sowie Persenet und Hekenuhedjet bekannt – Letztere nur durch die Nennung ihres Namens im Grab ihres Sohnes.
Eine Zuordnung von Personen als Gemahlinnen und Nachkommen des Chephren ist nicht in allen Fällen sicher und stützt sich vor allem auf ihre Gräber und die dortigen Inschriften. Als Familienfriedhof des Chephren dienten ein Steinbruch auf dem sogenannten Central Field, das sich östlich der Chephren-Pyramide erstreckt, sowie einige südlich davon gelegene Gräber. Lediglich Meresanch III. wurde abseits davon, auf dem Ostfriedhof der Cheops-Pyramide bestattet. Da Namensnennungen von Herrschern in den Gräbern ihrer Familienmitglieder vermieden wurden, erfolgt die Zuordnung meist über die Titel der Grabinhaber (Königsgemahlin, Königssohn/-tochter).
Aus der Ehe mit Chamerernebti I. gingen eine Tochter namens Chamerernebti II. und der spätere Pharao Mykerinos hervor. Als Kinder von Meresanch III. sind vier Söhne namens Cheneterka, Duaenre, Nebemachet und Niuserre, eine Tochter namens Schepsetkau und zwei weitere Töchter, deren Namen nicht mehr erhalten sind, bekannt. Aus der Verbindung mit Hekenuhedjet ging ein Sohn namens Sechemkare hervor. Die Zuordnung eines Nikaure als Sohn der Persenet ist unsicher, da sie nur aufgrund der unmittelbaren Nachbarschaft der Gräber beider Personen erfolgte.
Darüber hinaus sind noch weitere Nachkommen des Chephren bezeugt, deren Mütter aber unbekannt sind. Dies sind die Söhne Anchmare, Achre und Iunmin sowie die Töchter Hemetre und Rechetre. Die Zuordnung eines weiteren Sohnes namens Iunre ist sehr zweifelhaft. Dieser bezeichnet sich in seinem Grab zwar ausdrücklich als Sohn des Chephren, doch scheint gerade dies gegen seine königliche Herkunft zu sprechen, da aus der 4. Dynastie kein weiterer Fall bekannt ist, in dem ein Königssohn den Namen seines Vaters erwähnt.

## Herrschaft

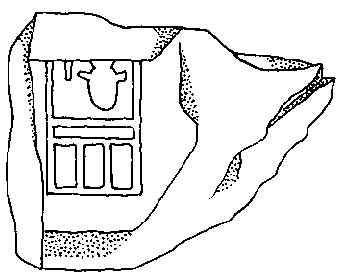
Tonsiegelfragment des Chephren

Chephren folgte seinem Bruder Radjedef auf den Thron, nachdem dieser für etwa ein Jahrzehnt regiert hatte. Da im pharaonischen Ägypten in der Regel die Herrschaft vom Vater auf einen Sohn überging, war dieser Regierungswechsel Anlass für zahlreiche Spekulationen. So ging etwa George Andrew Reisner davon aus, dass es nach dem Tod des Cheops zu Familienstreitigkeiten kam und zwei Familienzweige um die Vorherrschaft stritten. Radjedef wäre demnach gar nicht als rechtmäßiger Thronfolger vorgesehen gewesen und nach seinem Tod hätte dann Chephren die Macht ergriffen.
Diese Annahme Reisners wird allerdings durch keinerlei archäologische Funde gestützt. Nach Radjedefs Tod kam es zu keiner Damnatio memoriae, er genoss kultische Verehrung und taucht auch in späteren Königslisten auf. Eine unrechtmäßige Machtergreifung ist daher auszuschließen. Die Frage, warum auf ihn nicht einer seiner Söhne, sondern sein Bruder Chephren folgte, bleibt daher weiterhin offen.
Die genaue Regierungsdauer des Chephren ist unbekannt. Der Königspapyrus Turin, der im Neuen Reich entstand und ein wichtiges Dokument zur ägyptischen Chronologie darstellt, ist an der entsprechenden Stelle beschädigt, so dass sich nur noch die Angabe 20 + x Jahre herauslesen lässt. Der griechische Geschichtsschreiber Herodot nennt 56 Regierungsjahre, der im 3. Jahrhundert v. Chr. lebende ägyptische Priester Manetho 66. Das höchste zeitgenössisch belegte Datum ist ein „13. Mal der Zählung“, womit eine landesweite Zählung des Viehs zum Zwecke der Steuererhebung gemeint ist. Problematisch hieran ist, dass diese Zählungen ursprünglich alle zwei Jahre stattfanden (d. h. auf ein „x-tes Jahr der Zählung“ folgte ein „Jahr nach dem x-ten Mal der Zählung“), später aber zum Teil auch jährlich stattfinden konnten (auf ein „x-tes Jahr der Zählung“ folgte das „y-te Jahr der Zählung“). Ob unter Chephren eine regelmäßige zweijährliche Zählung stattfand, lässt sich aus dem vorhandenen Quellenmaterial nicht herauslesen, da aus seiner Regierungszeit zu wenige Datumsangaben erhalten sind. Sollte es so gewesen sein, würden sich 26 Regierungsjahre ergeben, was mit den Angaben des Königspapyrus Turin übereinstimmte.
Abgesehen von seiner Bautätigkeit existieren kaum Zeugnisse aus Chephrens Regierungszeit. Durch ein Graffito ist eine Expedition in die Steinbrüche des Wadi Hammamat bezeugt, eine weitere Inschrift wurde in Bir Menih in der Ostwüste gefunden. Siegelabdrücke, die in der Hafenanlage von Ain Suchna am Golf von Suez gefunden wurden, lassen auf eine Expedition zur Sinai-Halbinsel schließen. Handelsbeziehungen mit dem syrischen Raum lassen sich durch eine Schale aus Ebla und einen Siegelzylinder aus Byblos belegen, die beide den Namenszug des Chephren tragen.

## Der Hofstaat

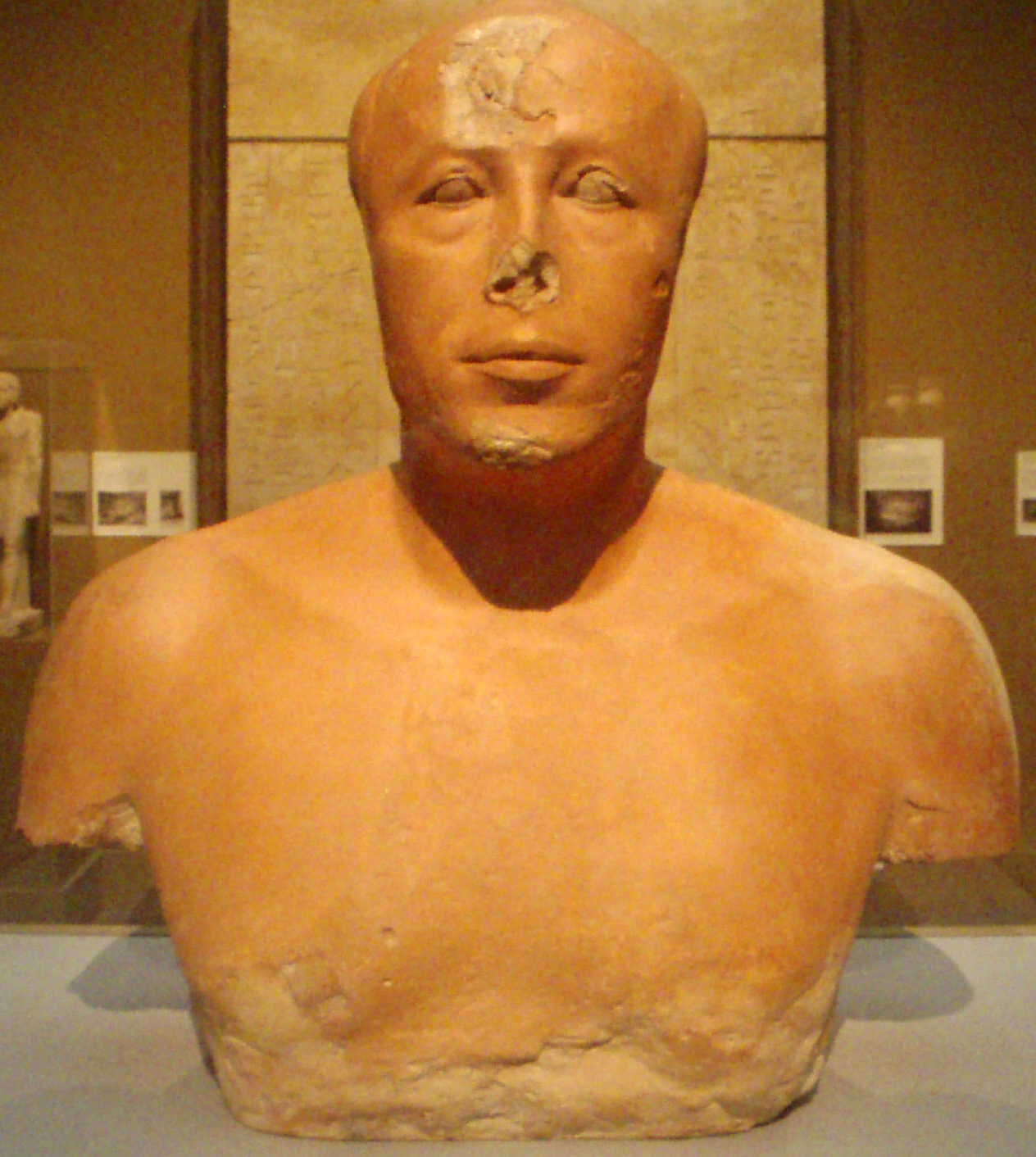
Büste des Anchhaf im Museum of Fine Arts, Boston

Aus der Regierungszeit des Chephren sind sehr wenige hohe Beamte bekannt. Neben dem Palastvorsteher Achethotep, einem Schwiegersohn des Cheops, sind nur Träger des höchsten Beamtentitels, die Wesire, überliefert. Dieses Amt versahen während der 4. Dynastie lediglich Angehörige des Königshauses. Unter Chephren waren dies sein Bruder oder Onkel Anchhaf, sein Bruder Minchaef und sein Cousin Nefermaat II. Auch Chephrens Söhne Anchmare, Duaenre, Iunmin, Nebemachet, Nikaure und Sechemkare bekleideten im späteren Verlauf der 4. Dynastie das Amt des Wesirs.

## Bautätigkeit

### Gizeh

#### Die Chephren-Pyramide

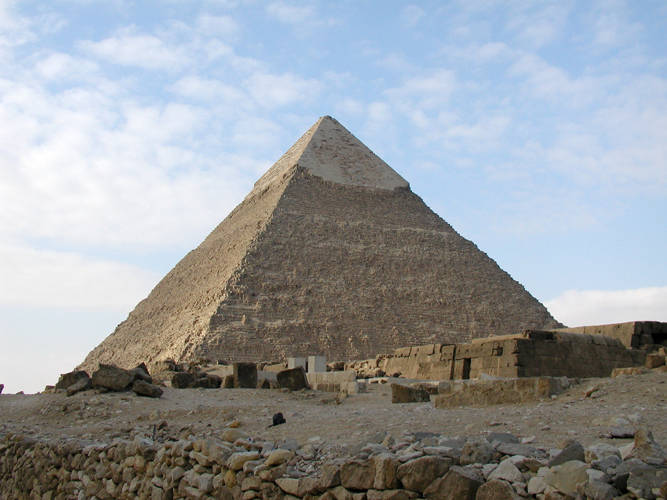
Die Chephren-Pyramide

Chephren ließ seine Pyramide, wie schon sein Vater Cheops, auf dem Gizeh-Plateau errichten. Sie hat eine Seitenlänge von 215 Meter und ist mit einer Höhe von 143,5 Meter lediglich drei Meter kleiner als die Cheops-Pyramide, durch ihren etwa zehn Meter höher gelegenen Standort wirkt sie optisch allerdings größer als diese. Als Baumaterial für das Kernmauerwerk diente lokaler Kalkstein, die unterste Reihe der Verkleidung besteht aus Rosengranit, alle weiteren aus Tura-Kalkstein. Die Pyramide war ursprünglich größer geplant und sollte weiter nördlich stehen. Aufgrund der Planänderung hat die Chephren-Pyramide auch zwei Eingänge. Beide liegen auf der Nordseite. Der ältere liegt etwa 30 Meter außerhalb des Bauwerks. Von dort aus führt ein Gang schräg nach unten, von dem westlich ein Raum abzweigt. Der jüngere Eingang liegt in etwa zwölf Meter Höhe an der Nordwand. Von dort aus führt zunächst ein Gang nach unten, der dann auf Höhe der Pyramidenbasis horizontal verläuft und sich wenig später mit dem unteren Gang vereinigt. Die Grabkammer liegt zentral am Boden der Pyramide. Der Granitsarkophag misst 2,64 × 1,07 × 0,97 Meter. Giovanni Battista Belzoni, der 1818 als erster Forscher ins Innere der Pyramide vordrang, fand sie vollständig beraubt vor. Da das Kammersystem im Gegensatz zur Cheops-Pyramide deutlich einfacher gestaltet war, wurden immer wieder Vermutungen geäußert, dass es im Mauerwerk noch weitere, versteckte Räume geben könnte. Ortungsversuche mit Radarsignalen konnten diese Vermutungen jedoch nicht bestätigen.

#### Der Pyramidenkomplex

Plan der Nekropole von Gizeh

Südlich von Chephrens Grabmal steht eine kleine Kultpyramide, die als symbolisches Grab für die Ka-Seele des verstorbenen Pharao diente. Im Osten liegt der Totentempel, in dessen Nachbarschaft fünf Bootsgruben entdeckt wurden. Der Totentempel ist durch einen Aufweg mit dem Taltempel verbunden, der von allen Heiligtümern des Alten Reiches den besten Erhaltungszustand aufweist. Hier wurden bei mehreren Ausgrabungen im 19. und 20. Jahrhundert zahlreiche Statuen des Königs entdeckt, darunter auch mehrere lebensgroße Exemplare. Im Norden, Westen und Süden wird die Pyramidenanlage von einer Umfassungsmauer begrenzt. An deren westlicher Außenseite befinden sich Magazine und Arbeiterkasernen.
Während der Regierungszeit des Chephren entstanden in Gizeh auch mehrere neue Friedhöfe. Südlich des Totentempels erstreckt sich ein Steinbruch, aus dem sowohl Cheops als auch Chephren Baumaterial für ihre Pyramiden bezogen und in dem Letzterer für seine Frauen und Söhne Felsgräber anbringen ließ. Für einen seiner Söhne, Nebemachet, scheint offenbar ursprünglich ein Felsgrab (LG 12) westlich der Chephren-Pyramide angelegt worden zu sein, das aber später zugunsten eines Grabes (LG 86) nahe bei den anderen Familienangehörigen aufgegeben wurde. Östlich des königlichen Friedhofes entstand das Central Field, auf welchem zahlreiche Beamtengräber errichtet wurden und das in den folgenden Dynastien massiv erweitert wurde. Auch zwei Friedhofsanlagen bei der Cheops-Pyramide, nämlich der Friedhof G I S im Süden und der Cemetery en Échelon im Westen könnten während der Regierungszeit des Chephren entstanden sein, ihre Datierung ist allerdings problematisch.

#### Die Sphinx

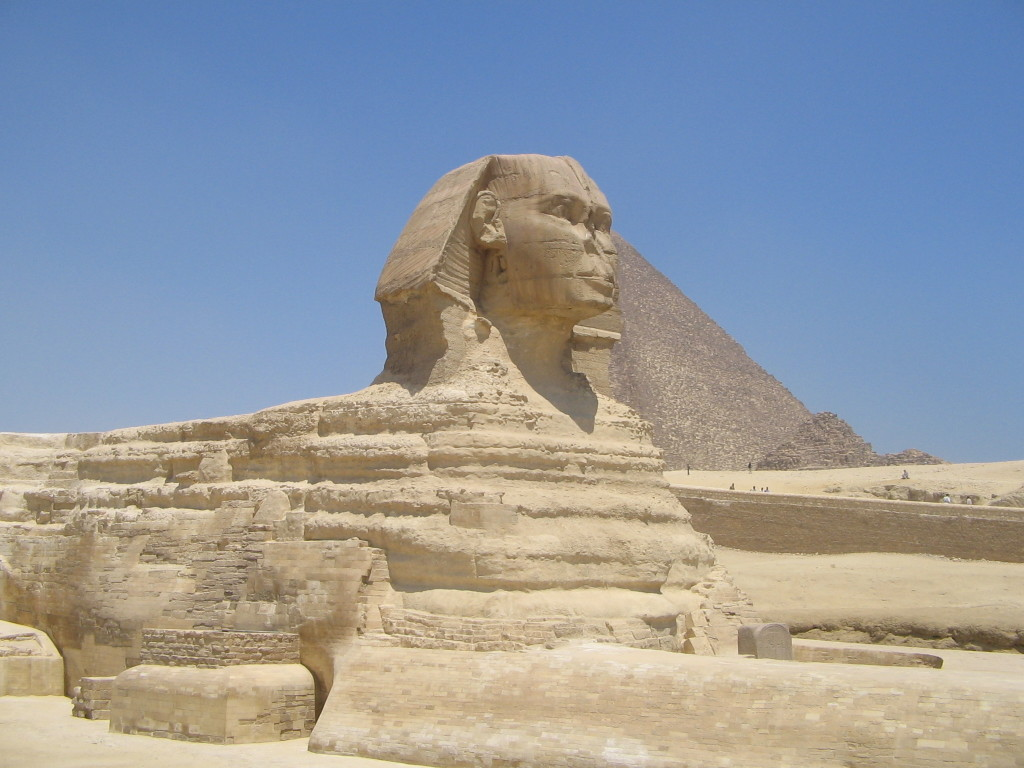
Die große Sphinx von Gizeh

Schon seit den ersten archäologischen Grabungen in Gizeh wurde die Sphinx von den meisten Ägyptologen für ein Werk des Chephren gehalten. Diese Annahme beruhte aber hauptsächlich auf deren unmittelbarer Nachbarschaft zu dessen Taltempel sowie auf einer stark zerstörten Textstelle auf der Traumstele, welche Thutmosis IV. in der 18. Dynastie errichten ließ. Durch die starke Zerstörung der betreffenden Textstelle ist deren Lesung allerdings unklar; eine Zuordnung der Sphinx zu Chephren lässt sich nicht eindeutig herauslesen. Rainer Stadelmann vertritt eine andere Ansicht. Aufgrund mehrerer stilistischer Merkmale der Darstellung des Kopfes meint er, dass die Sphinx bereits unter Cheops geschaffen wurde. Mark Lehner hingegen stützt sich auf geologische Untersuchungen an der Sphinx und an den Steinblöcken des Sphinxtempels und des Chephren-Taltempels. Aus diesen Untersuchungen geht hervor, dass das Baumaterial beider Tempel aus eben jenem Steinbruch stammt, in dem sich die Sphinx befindet. Lehner sieht daher alle drei Bauten als ein gemeinsames Bauprojekt an.

### Bautätigkeit außerhalb Gizehs
Außerhalb Gizehs sind keine Bauten bekannt, die sich eindeutig Chephren zuordnen ließen. In Bubastis und Tanis wurden einzelne Steinblöcke mit seinem Namen gefunden, die aber höchstwahrscheinlich sekundär hierher verschleppt worden waren. In Memphis ließ er eine Statue aus Alabaster aufstellen.

## Statuen
Von allen Herrschern des Alten Reiches ist Chephren durch die größte Anzahl von Statuen belegt. Sie stammen fast ausnahmslos aus Gizeh, teils aus den dortigen Beamten-Nekropolen, hauptsächlich aber aus der Umgebung der Tempelanlagen der Chephren-Pyramide. In einer großen Halle des Taltempels sind 23 Vertiefungen in den Boden gearbeitet worden, in denen ursprünglich lebensgroße Statuen standen. Eine dieser Vertiefungen ist breiter als die anderen, möglicherweise standen hier zwei Statuen. Es wurde die Vermutung geäußert, dass diese 24 Statuen in Verbindung mit den Stunden des Tages stehen. Alle diese Statuen waren irgendwann nach der Regierungszeit des Chephren von ihrem Standort entfernt worden. Auguste Mariette fand bei Grabungen im Jahr 1860 allerdings neun von ihnen (Inv.-Nr. CG 9 bis CG 17) sowie Fragmente einer zehnten (CG 378) in einer Grube innerhalb des Taltempels. Diese Statuen befinden sich heute im Ägyptischen Museum in Kairo.
|                                                               |                                                                   |                                                                                            |                                                                                            |
| Diorit-Statue des Chephren; Ägyptisches Museum, Kairo (CG 14) | Sitzstatue des Chephren aus Mit Rahina; Ägyptisches Museum, Kairo | Kopf einer Statue des Chephren; Ägyptisches Museum Georg Steindorff Leipzig, Inv.-Nr. 1945 | Kopf einer Statue des Chephren; Ägyptisches Museum Georg Steindorff Leipzig, Inv.-Nr. 1946 |

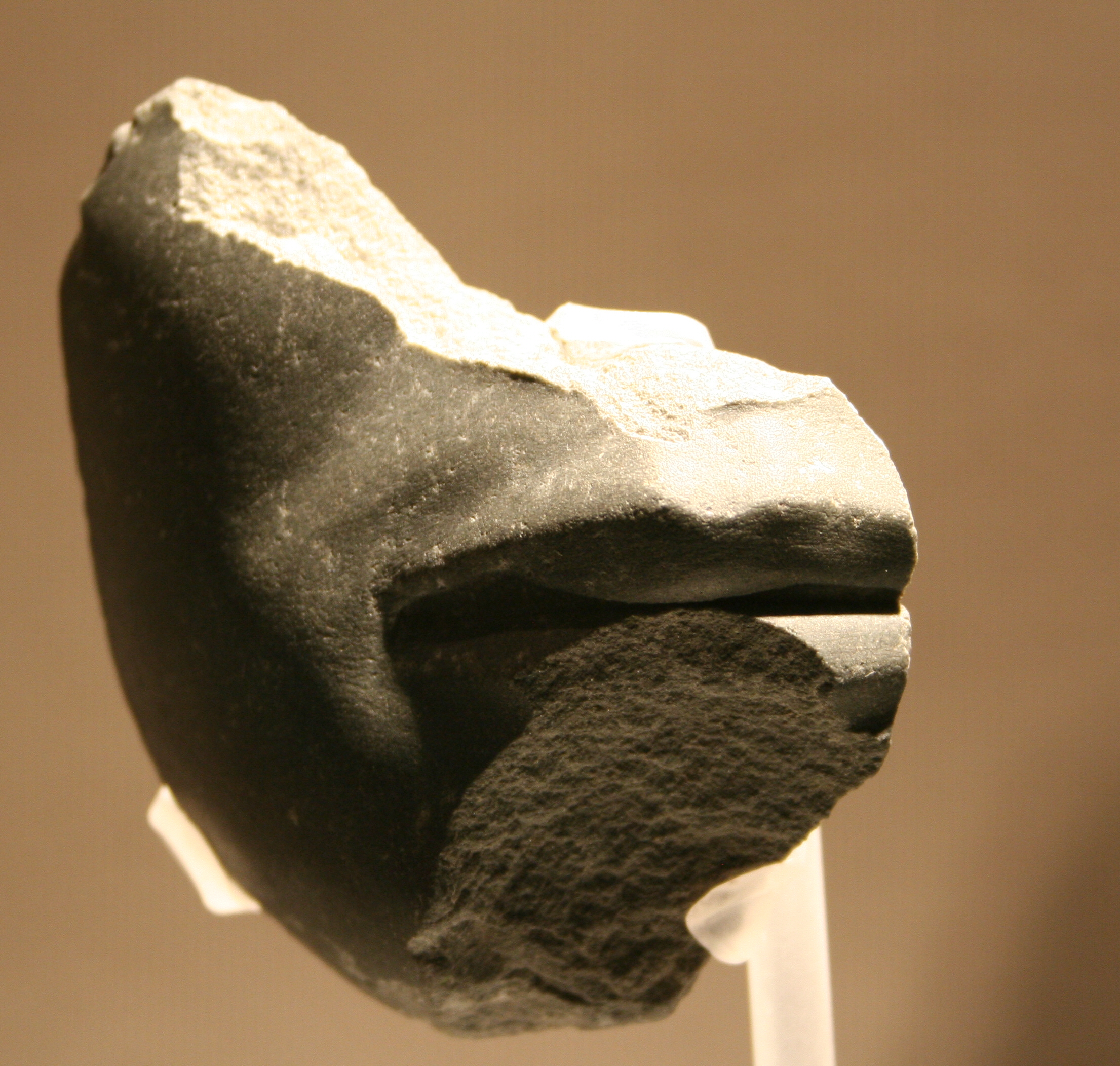
Fragmente einer Statue des Chephren; Ägyptisches Museum Georg Steindorff Leipzig, Inv.-Nr. 8249

Die Statuen CG 9 bis CG 14 bestehen aus Gneis, die restlichen vier aus Grauwacke. CG 9, 10, 13 und 17 wurden kopflos aufgefunden, von CG 16 sind lediglich die Beine erhalten. Die Statue CG 14 (auch JE 10062) ist die bekannteste Statue des Chephren. Sie ist 168 Zentimeter hoch und fast vollständig erhalten, größere Beschädigungen gibt es nur am linken Bein und am linken Unterarm. Chephren sitzt hier auf einem Thron, der in Löwenfüßen endet und an dessen Seiten das Symbol der Vereinigung der beiden Länder (Ober- und Unterägypten) angebracht ist. Chephren trägt einen Kinnbart und das königliche Nemes-Kopftuch. Hinter seinem Kopf breitet ein Horus-Falke schützend seine Flügel über ihm aus. Ebenfalls hervorragend erhalten und sehr ähnlich gestaltet ist CG 15. Mit 120 Zentimeter ist diese Statue etwas kleiner. Der Thron weist die gleichen Symbole auf, ihm fehlen aber die Löwenfüße und die Rückenlehne. Auch der Horus-Falke ist nicht vorhanden. Einige weitere, nur sehr unvollständig erhaltene Statuen fand Selim Hassan in den 1930er-Jahren in der Umgebung der Chephren-Pyramide.
Das Ägyptische Museum Kairo besitzt zudem eine weitere, gut erhaltene Sitzstatue des Chephren, welche nicht aus Gizeh, sondern aus Mit Rahina (Memphis) stammt. Als Werkstoff diente Alabaster.
Im Museum of Fine Arts in Boston befinden sich etwa 200 zum Teil winzigste Fragmente zahlreicher Statuen des Chephren, die auf dem Westfriedhof der Cheops-Pyramide gefunden wurden. Eines der am besten erhaltenen Stücke ist ein Statuenkopf (Inventar-Nr. 21.351). Er besteht aus Travertin und misst 20,4 × 12,4 × 10 Zentimeter. Reste eines Bartes und des Kopftuches sind erhalten.
|                                                                                               |                                                                                                |                                                                                                |                                                                                                |
| Kopf einer Statuette des Chephren; Ägyptisches Museum Georg Steindorff Leipzig, Inv.-Nr. 1947 | Reste einer Statuette des Chephren; Ägyptisches Museum Georg Steindorff Leipzig, Inv.-Nr. 1948 | Fragment einer Statue des Chephren; Ägyptisches Museum Georg Steindorff Leipzig, Inv.-Nr. 1950 | Fragment einer Statue des Chephren; Ägyptisches Museum Georg Steindorff Leipzig, Inv.-Nr. 1951 |

Das Ägyptische Museum der Universität Leipzig beherbergt vier Köpfe kleinerer Statuen des Chephren, die bei Grabungen im Bereich des Taltempels der Chephren-Pyramide in den Jahren 1909 und 1910 gefunden wurden. Der erste (Inv.-Nr. 1945) besteht aus anorthosischem Gneis und hat eine Höhe von 17,2 Zentimeter. Der König trägt einen Kinnbart sowie das königliche Kopftuch, das aber nur noch in Resten erhalten ist. Der Statuenkopf weist sehr individuelle Gesichtszüge auf und zählt zu den Prunkstücken der Leipziger Sammlung. Ein zweites Stück (Inv.-Nr. 1946) zeigt Chephren im gleichen Ornat. Es besteht aus Metagrauwacke und ist 9 Zentimeter hoch. Das Kopftuch ist hier fast vollständig erhalten, ebenso wie die rechte Schulter. Die beiden letzten Stücke (Inventar-Nr. 1947 und 1948) sind aus Kalkstein gefertigt und zeigen den König mit der roten Krone von Unterägypten. Das erste misst 8 Zentimeter und besitzt Augen, deren Iris einst aus Feuerstein eingelegt war. Die Augenlider wiesen ursprünglich einen Kupferbelag auf. Beim zweiten Stück ist auch der Oberkörper teilweise erhalten, es weist jedoch starke Beschädigungen auf. Der König ist im Ornat des Jubiläumsfestes dargestellt. Auch hier weisen die Augenlider Reste eines Kupferbelages auf. Darüber hinaus ist das Leipziger Museum noch im Besitz einiger kleinerer Bruchstücke weiterer Chephren-Statuen.

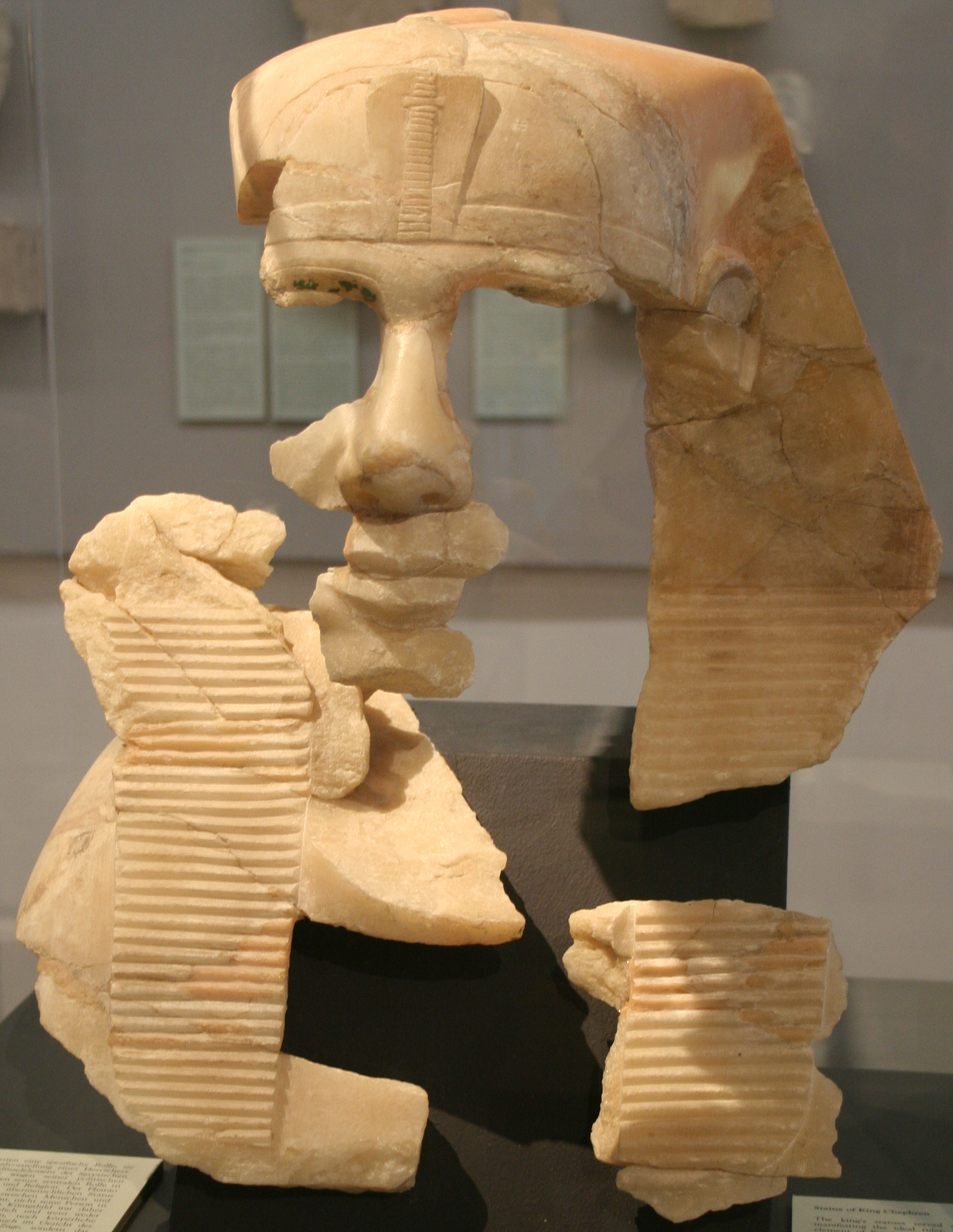
Fragmente einer Statue des Chephren; Roemer- und Pelizaeus-Museum Hildesheim

Ein nur fragmentarisch erhaltener Statuenkopf (Inv.-Nr. 5415) wird im Roemer- und Pelizaeus-Museum in Hildesheim ausgestellt. Er ist aus Kalzit gefertigt und misst 48,7 Zentimeter in der Höhe sowie 41,2 Zentimeter in der Breite. Auch hier ist der König mit dem Nemes-Kopftuch dargestellt. Farbreste an der rechten Augenbraue legen nahe, dass die gesamte Statue ursprünglich bemalt war.
Die Ny Carlsberg Glyptotek in Kopenhagen besitzt einen Statuenkopf (Inv.-Nr. 1599), der aus einer Privatsammlung erworben wurde und als dessen ursprünglicher Fundort Gizeh angegeben wird. Er ist 15,5 Zentimeter hoch und aus Kalkstein gearbeitet. Aufgrund der charakteristischen Gesichtszüge handelt es sich wahrscheinlich um ein Abbild des Chephren.
Ein weiterer Statuenkopf aus Granit befindet sich in Privatbesitz. Er ist 39,5 Zentimeter hoch und 30,5 Zentimeter breit, sein Herkunftsort ist unbekannt. Auch er wird wegen seiner charakteristischen Gesichtszüge und der Darstellung des Kopftuches Chephren zugeordnet. Ebenfalls in Privatbesitz befindet sich ein kleiner Kalkstein-Kopf, der möglicherweise Chephren zugeordnet werden kann, obgleich auch seine Herkunft unbekannt ist. Er ist nur acht Zentimeter hoch und ähnelt in seiner Bearbeitung und seinem Aussehen sehr stark dem Leipziger Statuenkopf 1947. Die hervorstechendste Ähnlichkeit ist der Kupferbelag auf den Augenbrauen. Im Gegensatz zum Leipziger Kopf trägt dieser allerdings die weiße Krone Oberägyptens.
Fragmente weiterer Statuen befinden sich außerdem im Metropolitan Museum of Art in New York und im Ägyptischen Museum in Berlin.
Eine kleine Goldstatuette des Chephren wurde 2019/20 in der Ausstellung im UNESCO-Weltkulturerbe Völklinger Hütte in der Ausstellung PharaonenGold gezeigt.

## Chephren im Gedächtnis des Alten Ägypten

### Altes Reich
Chephren genoss während des Alten Reiches einen ausgeprägten Totenkult, der bis zum Ende der 6. Dynastie andauerte. Aus diesem Zeitraum sind insgesamt 32 Totenpriester und mit dem Totenkult in Zusammenhang stehende Beamte belegt, von denen die Mehrheit der 5. Dynastie angehörte. Dies ist eine vergleichsweise hohe Anzahl. So sind etwa für seinen Vorgänger Radjedef nur acht und für Mykerinos als den letzten für längere Zeit regierenden Herrscher der 4. Dynastie immerhin noch 21 Totenpriester und Beamte belegt. Lediglich für Chephrens Vater Cheops sind deutlich mehr Totenpriester und Beamte bekannt, nämlich 73.
Ein solcher Totenkult hatte stets auch große wirtschaftliche Bedeutung, da für die Versorgung mit Opfergaben zahlreiche landwirtschaftliche Güter (Domänen) eingerichtet wurden. Ebenso wie bei seinem Vater ließ jedoch die wirtschaftliche Bedeutung rasch nach. Von insgesamt 51 bekannten Domänen ist die Mehrzahl in die 5. Dynastie zu datieren. Aus der 6. Dynastie ist lediglich eine Domäne bezeugt.

### Mittleres Reich
Aus dem Mittleren Reich sind fast keine Zeugnisse bekannt, die sich mit Chephren beschäftigen. Ein Totenkult ist zu dieser Zeit nicht mehr nachweisbar. Zu Beginn der 12. Dynastie ließ König Amenemhet I. die Tempelanlage teilweise abreißen und verwendete die Steine zum Bau seiner eigenen Pyramide in el-Lischt.

#### Wadi Hammamat
Ein wichtiges Dokument aus der 12. Dynastie ist eine Felsinschrift im Wadi Hammamat. Hier werden nebeneinander die Namen von Chephren, seinem Vater Cheops und seinen Brüdern Radjedef, Hordjedef und Bauefre genannt. Alle diese Namen sind in Kartuschen geschrieben, was zu der Vermutung führte, Hordjedef und Bauefre könnten einst als Könige regiert haben. Allerdings gibt es dafür keinerlei zeitgenössische Anhaltspunkte.
Als wahrscheinlichere Motivation für die Anbringung der Inschrift kann angenommen werden, dass Chephren, seine Brüder und sein Vater als Schutzheilige des Wadi Hammamat verehrt wurden. Diese These wird dadurch unterstützt, dass in Koptos, am Ausgangspunkt für Expeditionen ins Wadi, ein Alabastergefäß mit dem Namen des Cheops gefunden wurde und somit anzunehmen ist, dass er dort einst kultische Verehrung genoss.

#### Die Erzählungen des Papyrus Westcar

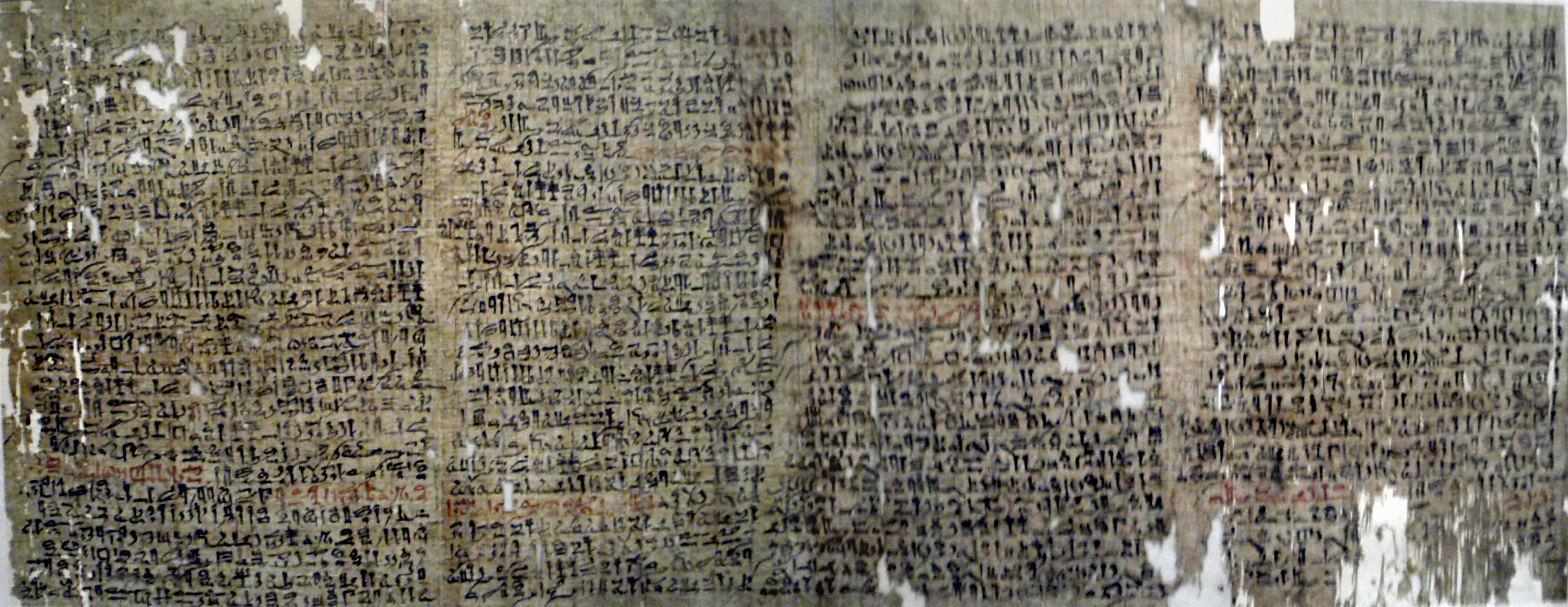
Der Papyrus Westcar

Als Entstehungszeit der Geschichten des Papyrus Westcar wird zumeist die 12. Dynastie angenommen, obgleich mittlerweile vermehrt Argumente angeführt werden, sie in die Entstehungszeit des Papyrus selbst, also in die 17. Dynastie zu datieren. Die Handlung spielt am Königshof und dreht sich um Cheops als Hauptperson. Um sich die Langeweile zu vertreiben, lässt er sich von seinen Söhnen wundersame Geschichten erzählen. Insgesamt vier Söhne des Cheops treten auf und berichten von Zauberern und deren Taten. Die zweite Geschichte wird von Prinz Chephren erzählt und handelt von dem Magier Ubaoner, der seine untreue Ehefrau dadurch bestraft, dass er ein Wachskrokodil erschafft, welches – ins Wasser geworfen – zum Leben erwacht und ihren Liebhaber verschlingt.

### Neues Reich
Während des Neuen Reiches erwachte in Ägypten wieder neues Interesse an der Nekropole von Gizeh. Amenophis II. ließ während der 18. Dynastie einen Tempel nördlich der Sphinx bauen und dort auch eine Stele aufstellen, auf der Gizeh als „Ruheplatz des Cheops und des Chephren“ bezeichnet wird. Sein Sohn und Nachfolger Thutmosis IV. ließ die Sphinx später vom Wüstensand befreien und zwischen ihren Vorderpranken die so genannte Sphinxstele (auch Traumstele) errichten. Sie enthält in Bezug auf Cheops und Chephren eine recht ähnliche Formulierung wie auf der Stele Amenophis’ II. Allerdings finden sich auf keiner von beiden eindeutige Angaben darüber, wer als Erbauer der Sphinx angesehen wurde.
An den Felswänden nördlich und westlich der Chephren-Pyramide befinden sich Inschriften, die die Anwesenheit von Bautrupps während der 19. Dynastie unter Pharao Ramses II. oder dessen Nachfolger Merenptah bezeugen. Wahrscheinlich stehen diese Inschriften im Zusammenhang mit einem landesweiten Restaurierungsprogramm, das zu diesem Zeitpunkt stattfand.

### Spätzeit
Der Totentempel der zum Cheops-Komplex gehörenden Königinnenpyramide G-I-c diente wahrscheinlich schon während der 18. Dynastie als Heiligtum der Isis. In der 21. Dynastie, während der Regierungszeit der Pharaonen Psusennes I. und Amenemope, wurde dieser Tempel stark ausgebaut. Im Zuge des Isiskultes wurde erneut eine Priesterschaft für Cheops etabliert. Neben Cheops wurden auch vereinzelt andere Könige verehrt. Für Chephren sind aus der 26. und 27. Dynastie vier Priester bezeugt, die jedoch alle ebenfalls Priester des Cheops oder dessen Pyramide waren. Eine eigenständige Verehrung ist nicht nachweisbar.

## Griechische Überlieferungen
Griechische Geschichtsschreiber wissen nur sehr wenig über Chephren zu berichten. Über ihn schreiben einerseits Herodot im zweiten Buch seiner Historien und andererseits Hekataios von Abdera, dessen Schriften nur noch in Fragmenten oder Überlieferungen anderer Autoren erhalten sind. Seine Schilderung des Chephren überliefert Diodor von Sizilien im ersten Buch seiner Bibliotheke. Ebenso wie sein Vater Cheops wird er von beiden Autoren als grausamer Despot dargestellt, was in deutlichem Widerspruch zu seiner offenkundig lang anhaltenden Verehrung durch die Ägypter steht.
Keiner der beiden Autoren überliefert eine eigenständige Beschreibung von Chephren. Er wird lediglich als Nachfolger des Cheops dargestellt, der sich in seinen Taten nicht von diesem unterschied. Herodot widmet ihm nur einen kurzen Abschnitt und schreibt darin, dass sich unter Chephren, den er als Bruder des Cheops bezeichnet, die vermeintlichen Grausamkeiten, die unter Cheops begonnen hatten, fortsetzten. Das heißt, die Tempel seien geschlossen gewesen und auch er hätte die Ägypter nur noch zur Arbeit an seiner Pyramide gezwungen.
Bei Diodor heißt es, Cheops und sein Sohn Chephren seien im Volk so sehr verhasst gewesen, dass sie sich aus Angst um die Unversehrtheit ihrer Leichname nicht in ihren Pyramiden bestatten ließen, sondern von ihren Angehörigen heimlich an einem unbekannten Ort beerdigt wurden.

## Moderne Rezeption

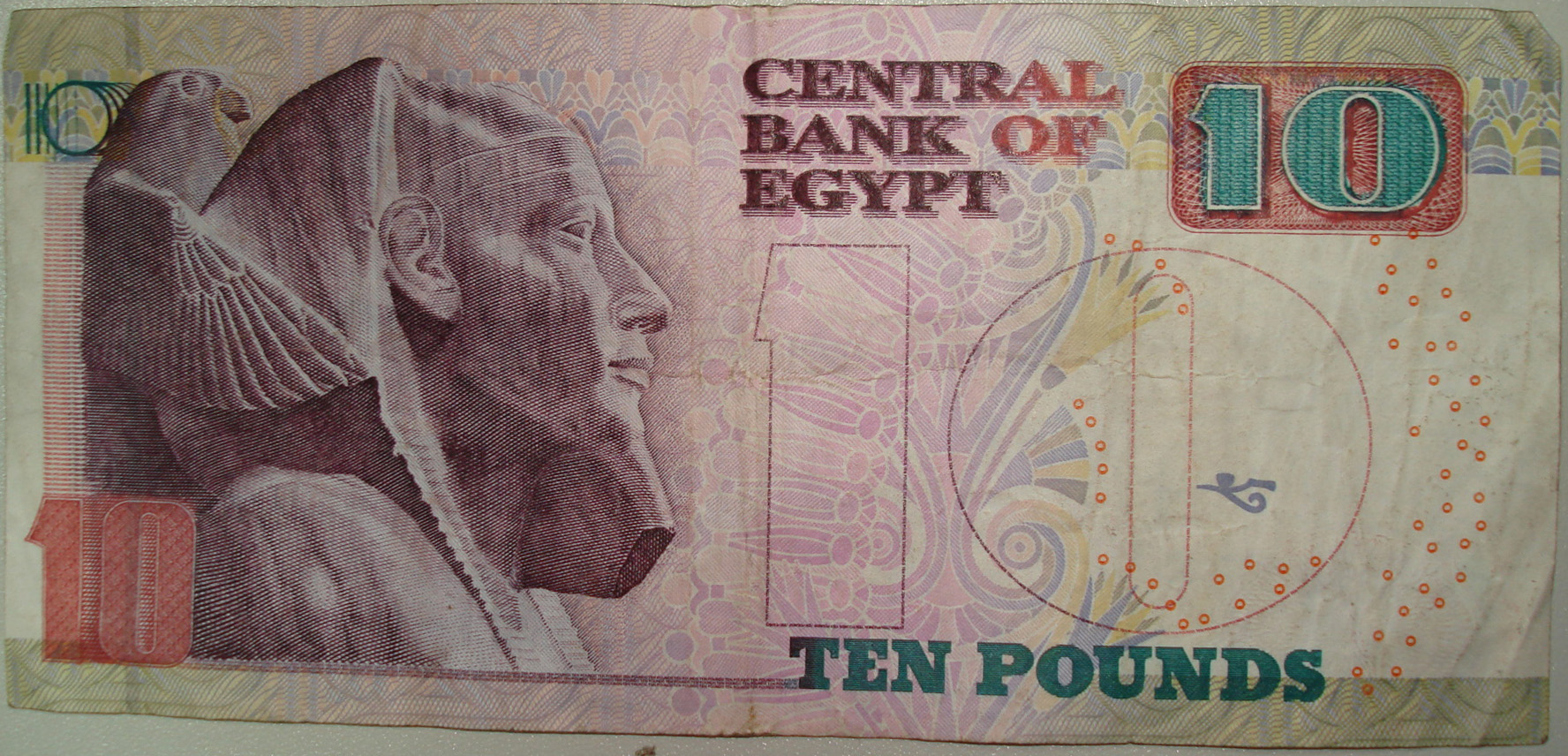
Ägyptische 10-Pfund-Note

Der französische Schriftsteller und Archäologe Guy Rachet veröffentlichte in den Jahren 1997 und 1998 fünf Romane über die Pyramidenbauer der 4. Dynastie. Der vierte Band Die Pyramide des Sphinx beschäftigt sich mit Chephren.
In der kanadischen Provinz Alberta befindet sich ein Berg, der aufgrund seiner Form zunächst Pyramid Mountain genannt wurde. Da es aber bereits einen anderen Berg dieses Namens gab, wurde er 1918 in Mount Chephren umbenannt. Nach Chephren wurde auch ein im Jahr 1960 entdeckter Asteroid benannt: (4412) Chephren.
Die bekannteste Statue des Chephren (Kairo CG 14) war zwischen 1930 und 1951 das Motiv der Vorderseite der ägyptischen 50-Piaster-Note. Seit 1967 ziert sie die Rückseite der 10-Pfund-Note.